# دزدزة
الدزدزة ظاهرة صوتية لغوية حديثة منتشرة في وسط نجد وشمالها، لا سيما في اللهجة القصيمية واللهجة الحائلية. والدزدزة هي قلب القاف إلى «دز» مدغمةً. فيقال في صادق: صادز، وفي طريق: طريدز.